# Pont de l'Alma
Il Pont de l'Alma è un ponte di Parigi che attraversa la Senna. È stato così chiamato per commemorare la battaglia dell'Alma, avvenuta il 10 settembre 1854, durante la guerra di Crimea. Esso collega Place Diana (sulla riva destra del fiume), con Place de la Résistance (sulla riva sinistra).

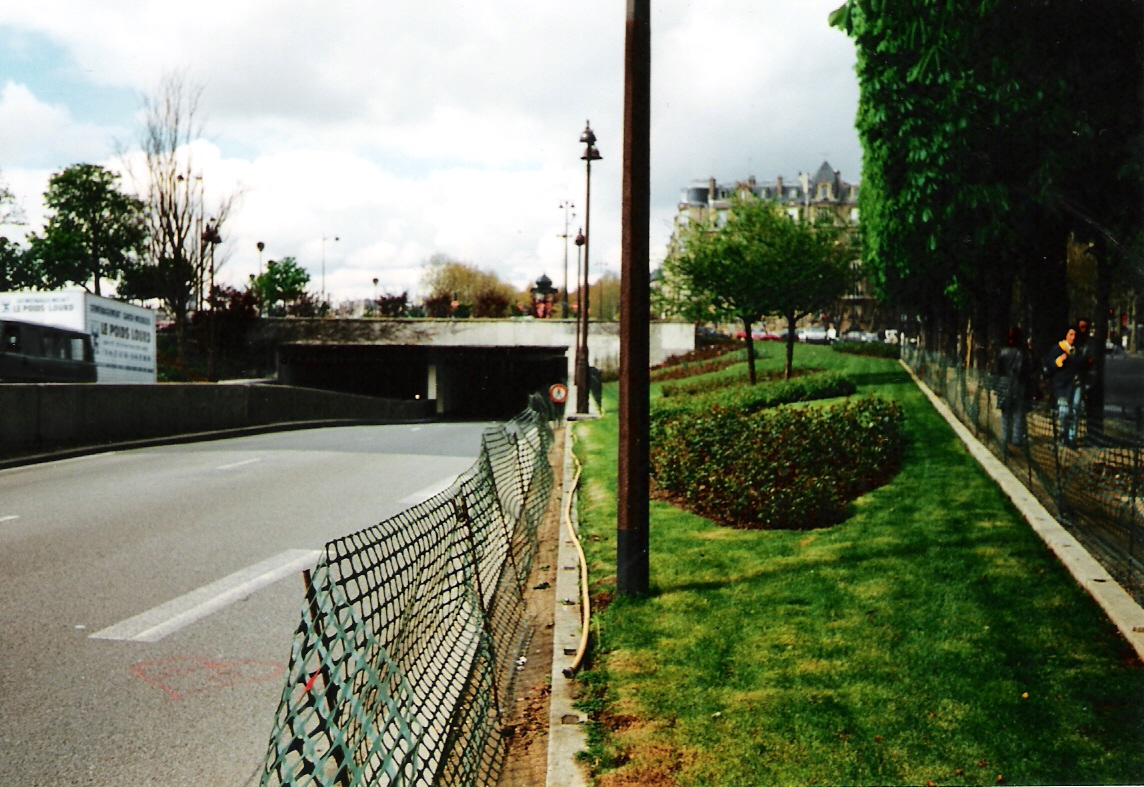
L'entrata della Galleria dell'Alma, luogo in cui è avvenuto l'incidente di Diana Spencer il 31 agosto 1997.

Vicino al suddetto ponte, sulla riva destra della Senna sotto Place Diana, tra Cours Albert 1er e il suo proseguimento, l'Avenue de New York, c'è il sottopasso dove il 31 agosto 1997 morì prematuramente, in un incidente stradale, la principessa del Galles Diana Spencer, insieme al suo compagno, l'imprenditore egiziano Dodi Al-Fayed, e all'autista Henri Paul, mentre la guardia del corpo Trevor Rees-Jones, membro della squadra di sicurezza privata della famiglia Al-Fayed, seppur gravemente ferito, sopravvisse.

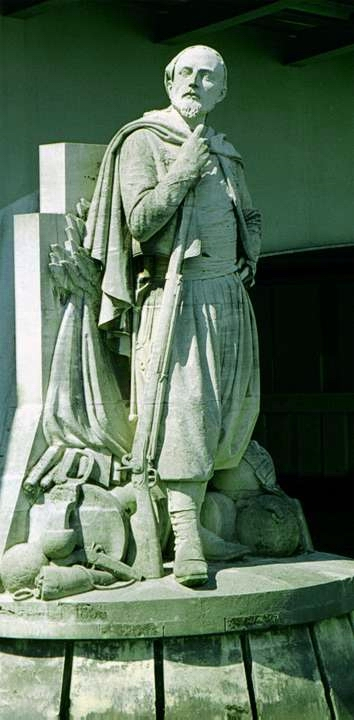
Statua dello Zuavo.

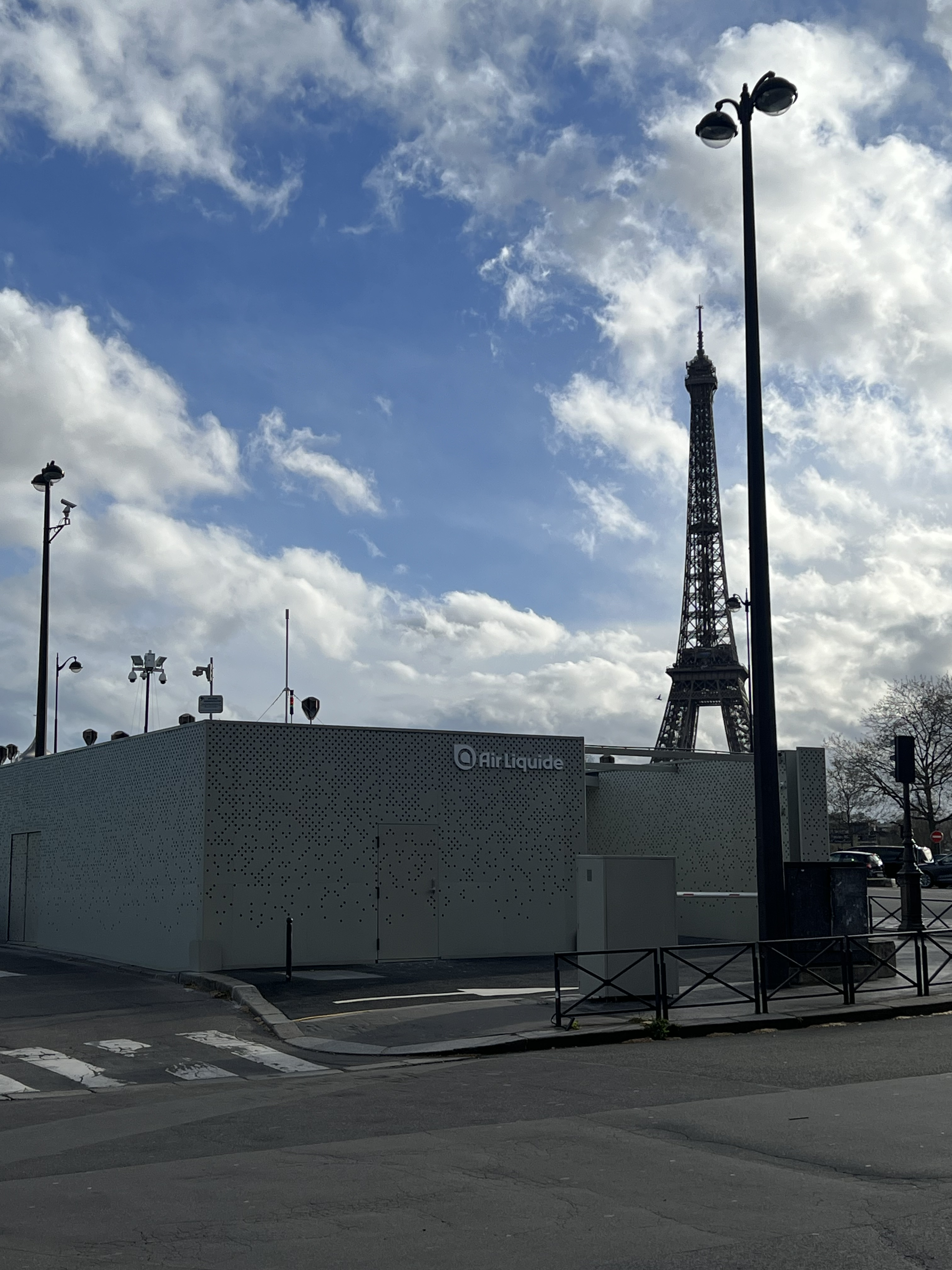
Stazione di idrogeno Air Liquide a Pont de l'Alma

## Il ponte nella cultura di massa

### Cinema
- 2010 : Piccole bugie tra amici, di Guillaume Canet

### Nella musica leggera
- 1968 : Joyeux Noël di Barbara; album : Le Soleil noir
- 2009 : Lady Diana di Fatals Picards; album : Le Sens de la gravité
- 2010 : Hiro di Soprano; album : La Colombe et le Corbeau